# Rychwałdek
Rychwałdek – wieś w Polsce, położona w województwie śląskim, w powiecie żywieckim, w gminie Świnna.

## Położenie
Leży w Beskidach Zachodnich, w Pasmie Pewelskim, w Małopolsce (Żywiecczyzna). Zabudowania rozrzucone są na południowym skłonie obniżenia grzbietu, rozdzielającego wzniesienia Łyski (na zachodzie) i Barutki (na wschodzie). Znaczna część z nich grupuje się wzdłuż drogi łączącej Pewel Małą w dolinie Pewlicy (Pewelskiej) (na południu) z Rychwałdem (na północy).
| SIMC    | Nazwa     | Rodzaj    |
| ------- | --------- | --------- |
| 0072293 | Barutka   | część wsi |
| 0072301 | Cietonie  | część wsi |
| 0072318 | Folęgowie | część wsi |
| 0072324 | Grzesie   | część wsi |
| 0072330 | Jędryski  | część wsi |
| 0072347 | Kachlowie | część wsi |
| 0072353 | Kuźnik    | część wsi |
| 0072360 | Pycliki   | część wsi |

W latach 1975–1998 wieś administracyjnie należała do województwa bielskiego.
W 1595 roku wieś Rychwałd II położona w powiecie śląskim województwa krakowskiego była własnością kasztelana sądeckiego Krzysztofa Komorowskiego. Po śmierci Krzysztofa w 1608 r. wieś znalazła się w granicach tzw. „państwa” ślemieńskiego, które odziedziczył jego syn Aleksander. Rychwałdek był wsią rolną. Jak podawał żywiecki wójt Andrzej Komoniecki w swym Dziejopisie Żywieckim, na przełomie XVII i XVIII w. wieś liczyła 6 ról.

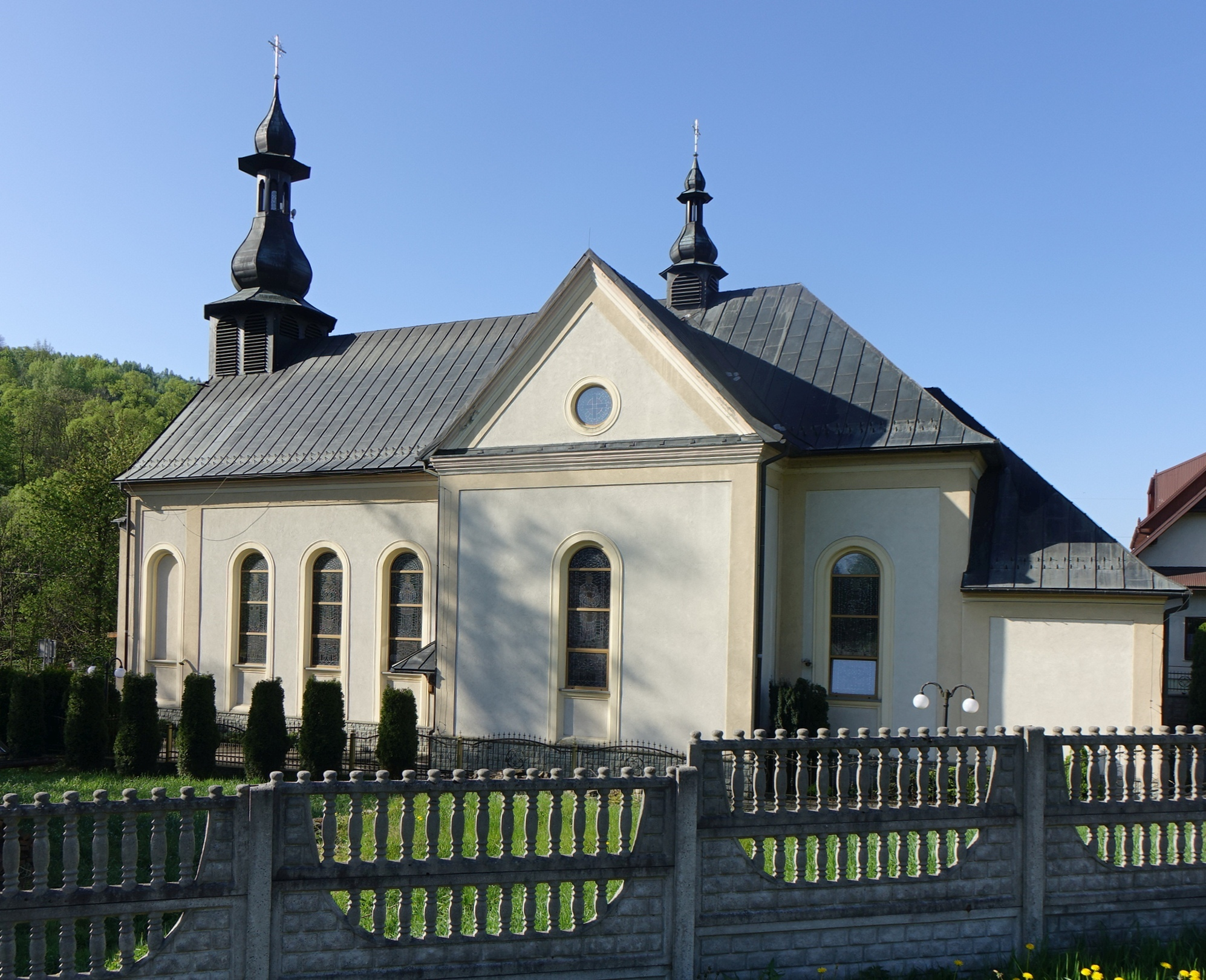
Kościół
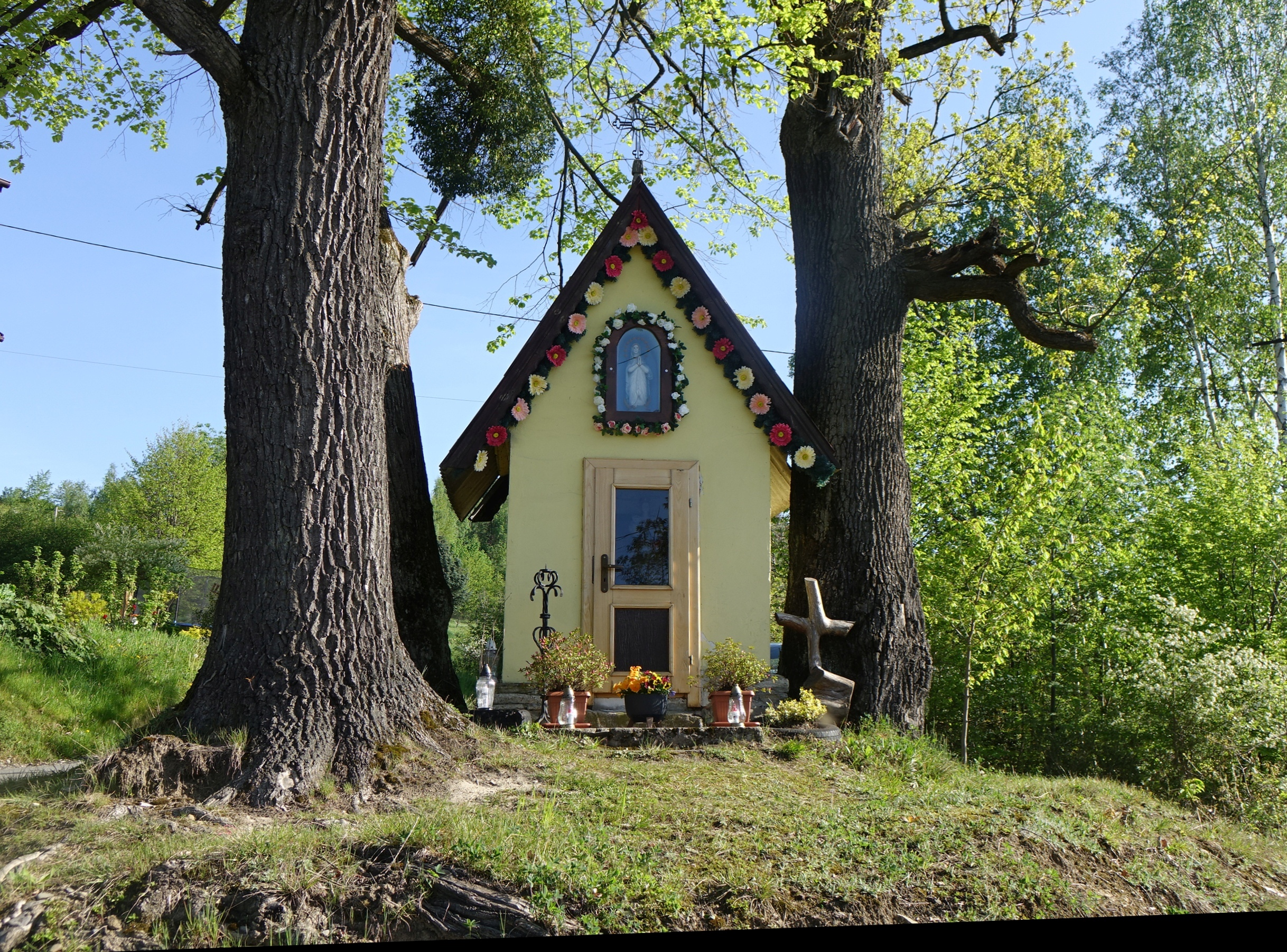
Kapliczka